# Gottfried Sonnholz

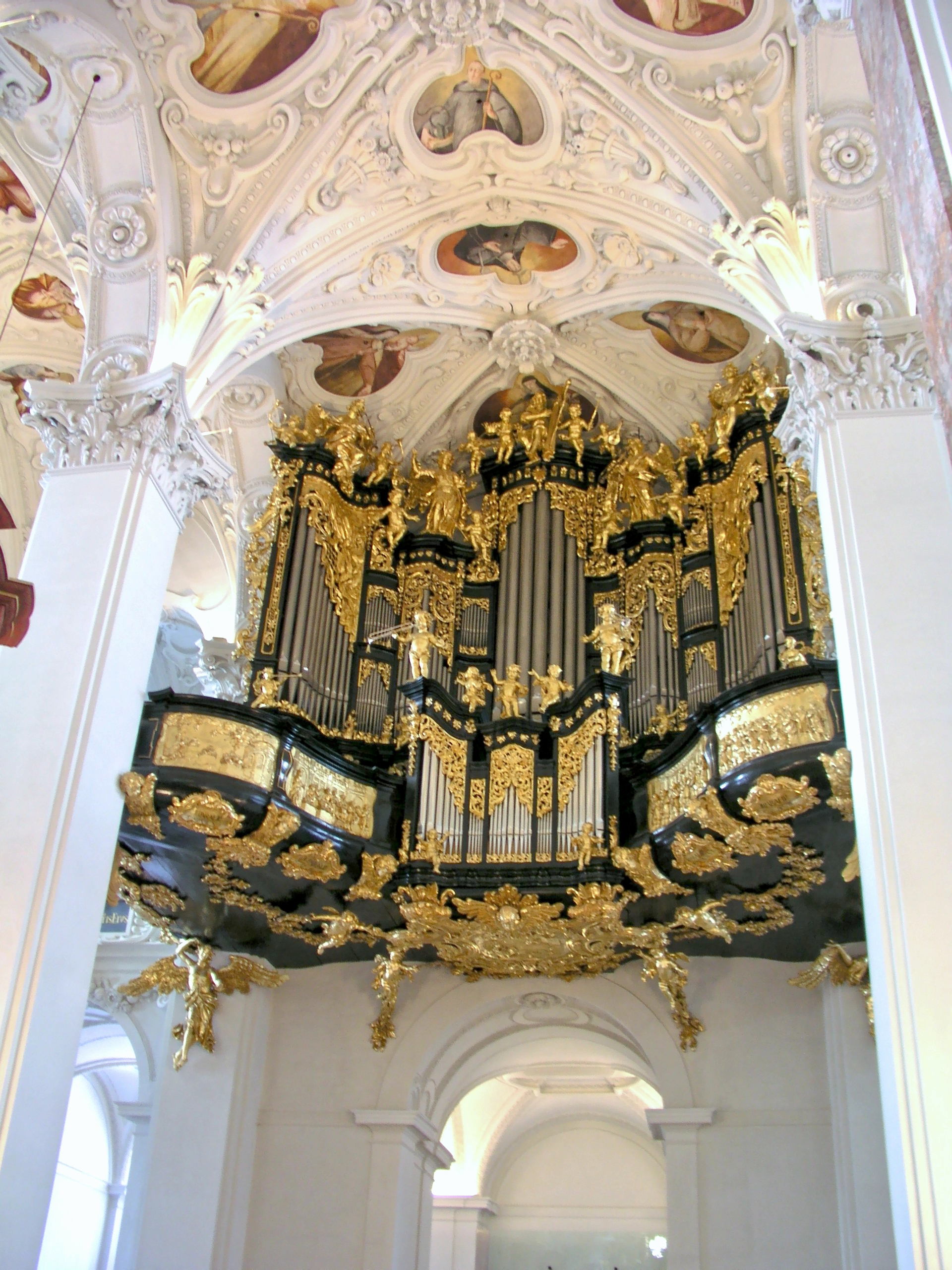
Basilika Mariazell

Gottfried Sonnholz (* 1695 in Bad Warmbrunn bei Hirschberg/Schlesien; † 5. September 1781 in  Wien) war ein österreichischer Orgelbauer im Zeitalter des Barock.

## Leben und Werk
Sonnholz heiratete am 1. November 1724 in Wien Eva Rosina Römer, die Witwe des Orgelbauers Ferdinand Joseph Römer und wurde 1725 Bürger dieser Stadt. Nach der Hochzeit wurden Johann Gottfried Franz Paul (* 9. Mai 1726), Joseph Franz Michael (* 29. September 1728) und Maria Magdalena Barbara (* 2. Dezember 1731) geboren.
Seit 1742 wohnte er in Wieden, Wiedner Hauptstraße 7. Als das Haus im Zuge des großen Brandes der Vorstadt Wieden im Juni 1759 abbrannte, errichtete Sonnholz es neu und erhielt drei Jahre Steuerfreiheit.
Sein Sohn Johann war kaiserlich-königlicher Oberleutnant und bezog nach dem Tod des Vaters dessen Haus. Seit 1784 wohnte dort die Tochter Maria Anna Visconti.

## Werk
Auf hohem künstlerischen und handwerklichen Niveau schuf er bedeutende Orgelwerke und gehörte zu den besten Wiener Orgelbauern des Hochbarock. Seine barocken Orgeln weisen einen prächtigen, großzügig vergoldeten Prospekt auf und sind mit reichem Schleierwerk verziert.

## Werkliste
In der fünften Spalte bezeichnet die römische Zahl die Anzahl der Manuale und ein großes „P“ ein selbstständiges Pedal. Die arabische Zahl gibt die Anzahl der klingenden Register an. Die letzte Spalte bietet Angaben zum Erhaltungszustand oder zu Besonderheiten.
| Jahr      | Ort                          | Kirche                                  | Bild | Manuale | Register      | Bemerkungen |
| --------- | ---------------------------- | --------------------------------------- | ---- | ------- | ------------- | --- |
| 1726      | Wien-Mariabrunn              | Pfarr- und Wallfahrtskirche Mariabrunn  |      | I/P     | 9             | seit 1827 in Pfarrkirche Enzersdorf an der Fischa |
| 1728      | Trautmannsdorf an der Leitha | Pfarrkirche hl. Katharina               |      | I/P     | 9             | Neubau ursprünglich für die Wiener Augustinerkirche im Loretto-Chor, 1784 umgesetzt; erhalten |
| ca. 1728  | Klosterneuburg               | Martinskirche (Klosterneuburg)          |      | II/P    | 20            | Orgelgehäuse erhalten |
| 1729      | Wien                         | Mariahilfer Kirche                      |      |         |               | nicht erhalten, nur Orgelhäuse erhalten |
| 1730      | Wien                         | Stephansdom                             |      |         |               | Erneuerung und Erweiterung der Orgel von Jacob Kunigschwert (1544) im Südchor, was einem Neubau gleichkam |
| 1731–1732 | Melk                         | Stiftskirche Peter und Paul             |      | II/P    | 28            | Neubau für 6350 fl.; Gehäuse erhalten, das in zwei separate Gehäuse aufgeteilt ist, die durch ein Positiv verbunden sind                                                                                              |
| 1732      | Maria Enzersdorf             | Pfarr- und Wallfahrtskirche             |      |         |               | Neubau |
| 1732      | Tulbing                      | Pfarrkirche Tulbing                     |      | I/P     | 8             | |
| 1734      | Hadersdorf-Weidlingau        | Pfarr- und Wallfahrtskirche Mariabrunn  |      | II/P    | 19            | Neubau; Gehäuse und Großteil des Pfeifenwerks erhalten; nicht restauriert |
| 1734      | Mariazell                    | Basilika Mariazell (Chorpositiv)        |      | I       | 4             | erhalten |
| 1739      | Mariazell                    | Basilika von Mariazell („Wiener Orgel“) |      | III/P   | 36            | Neubau; Gehäuse ohne Rückpositiv erhalten |
| 1739      | Wien                         | Karlskirche                             |      | II      | 18 aktuell 31 | 1847 wurde die Orgel von Joseph Seyberth (Josef Seibert) umgebaut und durch den Anbau seitlicher Flügel vergrößert.                                                                                                   |
| 1740      | Ravelsbach                   | Pfarrkirche                             |      | II/P    | 12            | Neubau; Prospekt erhalten |
| 1740      | Wien                         | Rathauskapelle                          |      | I/P     | 9             | |
| 1742      | Wien                         | Michaelerkirche                         |      | III/P   | 40            | Umbau der Orgel von Johann David Sieber (1714): Aus dem Rückpositiv wurde ein Hinterwerk und der Spieltisch gedreht und nach hinten versetzt. 1986/87 durch Jürgen Ahrend Rückführung auf den ursprünglichen Zustand. |
| 1744      | Maria-Lanzendorf             | Wallfahrtskirche Maria Lanzendorf       |      | II/P    | 16            | Neubau unter Einbeziehung älteren Materials; Prospekt erhalten, dessen Pfeifen einen hohen Zinnanteil aufweisen (82,68 %)                                                                                             |
| 1747      | Mürzzuschlag                 | Franziskanerkirche                      |      | II/P    | 14            | |
| 1750      | Wien                         | Salvatorkapelle im Alten Rathaus        |      | I/P     | 7             | Zuschreibung; weitgehend erhalten |
| 1751      | Wien                         | Peterskirche                            |      | III/P   | 30            | Neubau; Gehäuse erhalten |
| 1752      | Mariazell                    | Basilika Mariazell                      |      | I/P     | 6             | Seitenorgeln auf den Emporen, nunmehr: Orgelgehäuse der Konrad-Orgel und Marienorgel |
| 1752      | Weikendorf                   | Pfarrkirche Weikendorf                  |      | I/P     | 12            | |
| 1752      | Kőszeg                       | St. Emmerichskirche                     |      | I/P     | 8             | Im original erhaltenen Orgelgehäuse installierte 1940 die Fünfkirchner Firma Angster und Sohn eine neue Orgel. |
| 1761      | Großstelzendorf              | Pfarrkirche                             |      | II/P    | 14            | Pfeifen zur Gänze erhalten, 1866 mit neuem Spieltisch von Ullmann ausgestattet |
| 1767      | Wien                         | Malteserkirche                          |      | I/P     | 8             | die 1950 erfolgte Erweiterung um ein 2. Manual wurde 2017 wiederum rückgängig gemacht |
| 1770      | Wien                         | Sankt Salvator (Wien)                   |      | I/P     | 6             | |

## Trivia
Im von Sonnholz errichteten Gebäude an der Wiedner Hauptstraße hielt sich etwa hundert Jahre später der tschechische Komponist Antonín Dvořák auf. Dieses ist als das Hotel Goldenes Lamm bekannt.